# Andropolia dispar
Andropolia dispar är en fjärilsart som beskrevs av Smith 1900. Andropolia dispar ingår i släktet Andropolia och familjen nattflyn. Inga underarter finns listade i Catalogue of Life.